# 新中央航空
新中央航空株式会社（しんちゅうおうこうくう、New Central Airservice、略称：NCA）は、日本のエアライン(コミューター航空会社)である。東京都調布市に所在する調布飛行場から、東京都島嶼部の伊豆諸島へ定期コミューター路線を運航する。本社は茨城県龍ケ崎市、川田テクノロジーズの完全子会社。

## 概要
1978年（昭和53年）12月15日、東京急行電鉄（現・東急電鉄）の出資で会社設立。翌年2月1日、中央航空（1958年5月21日設立・本社/船橋市浜町）から航空事業を譲り受け営業開始。1994年（平成6年）2月28日に川田工業に譲渡されるまで、東急グループ傘下の企業だった。

### 定期路線運航
2022年1月現在、調布飛行場からの定期路線を運航する唯一の航空会社である。
1980年10月1日から1994年9月30日までは、新潟 - 佐渡線にも就航していた。

### その他の事業
上記の定期路線の運航以外に、遊覧飛行や写真撮影飛行、操縦訓練などがある。これらの事業は本社所在地の竜ヶ崎飛行場を拠点としている。かつて、仙台事業所（仙台空港）もあったが現在は撤退している。

## 定期就航路線
現在4路線の定期運航を行っている。いずれの路線も（羽田空港からも含め）現在は競合便がない。
なお大島線については、過去に全日本空輸（ANA）が東京/羽田 - 大島便を運航していた。また三宅島線は全日空の羽田撤退による代替である。
- 調布 - 大島：1日3便〜4便　1984年（昭和59年）12月 路線開設
- 調布 - 新島：1日4便　1979年（昭和54年）3月 路線開設
- 調布 - 神津島：1日3便〜4便　1992年（平成4年）7月 路線開設
- 調布 - 三宅島：1日3便　2014年（平成26年）4月2日 路線開設[3]

## 運航機材

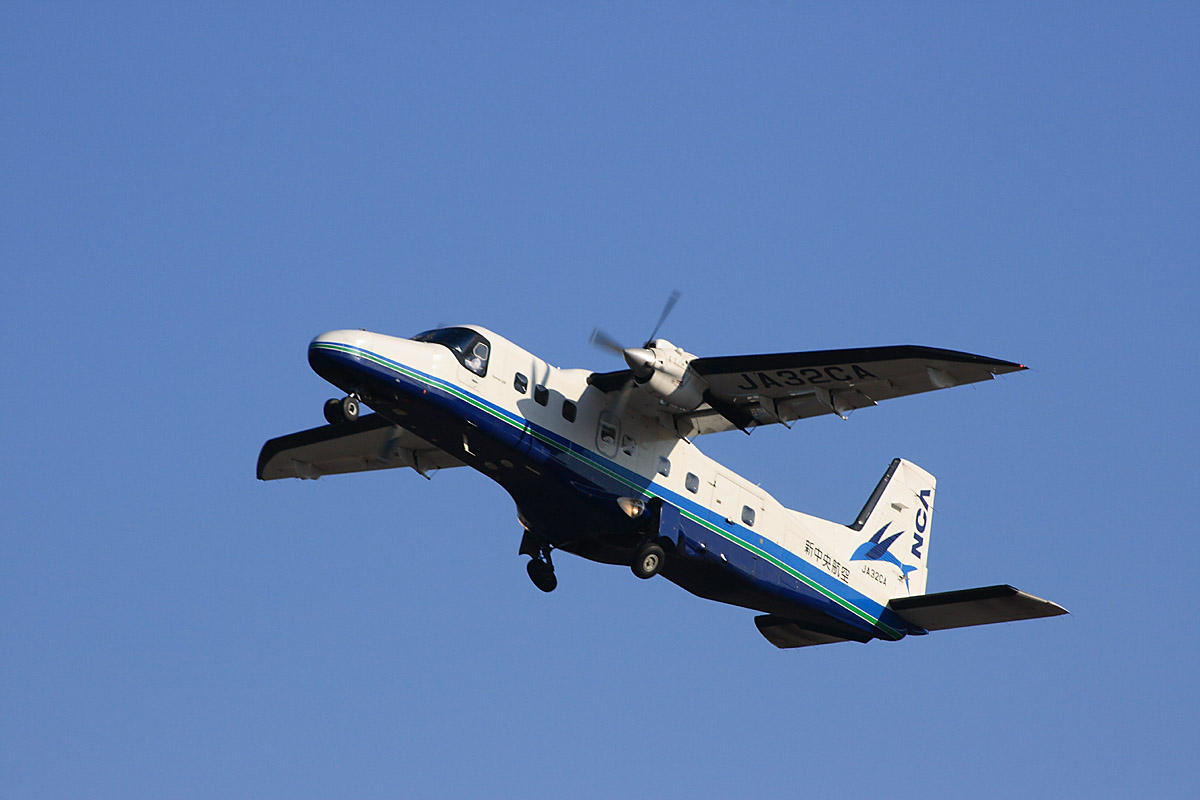
ドルニエ Do228

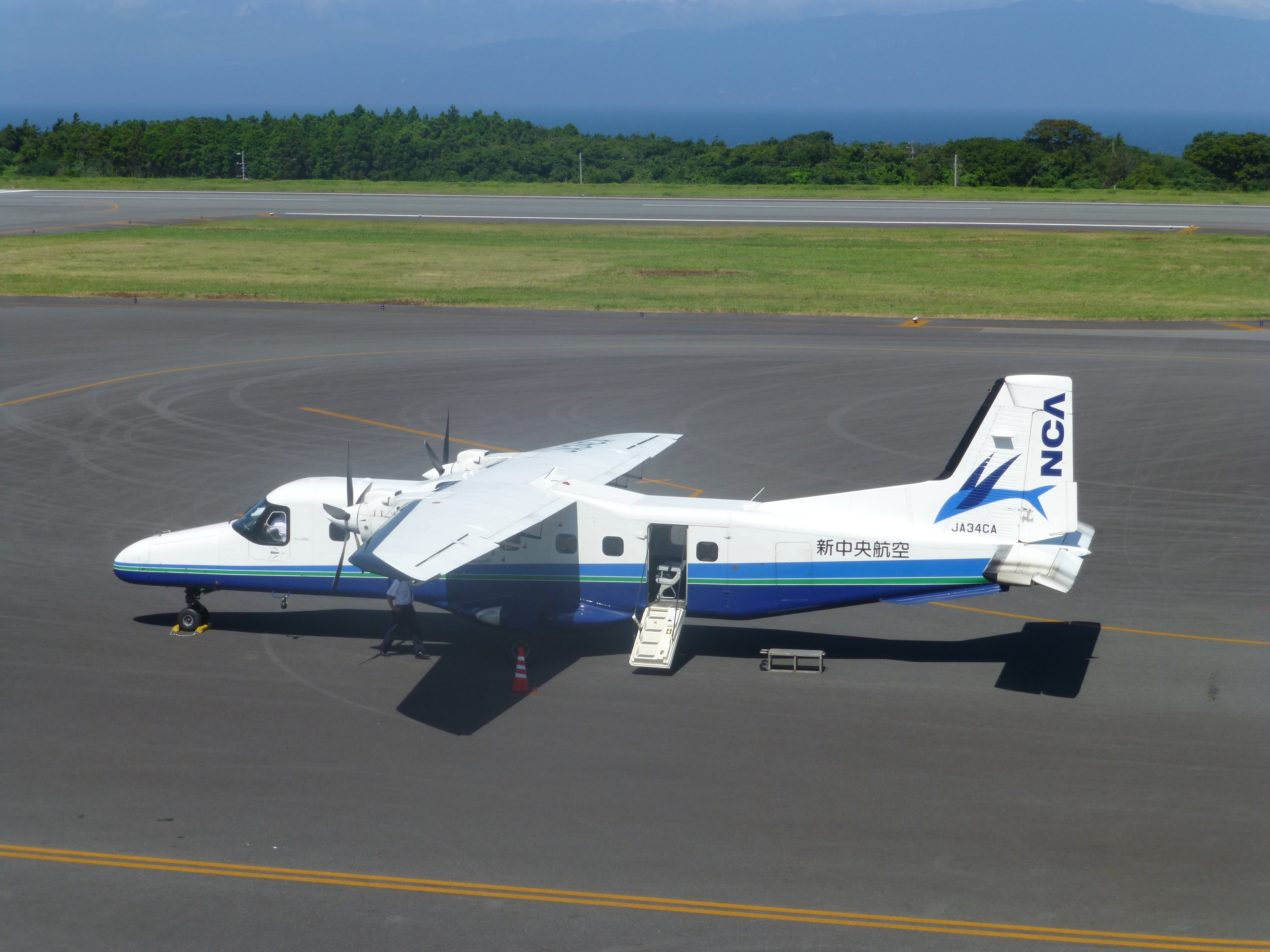
ドルニエ Do228NG

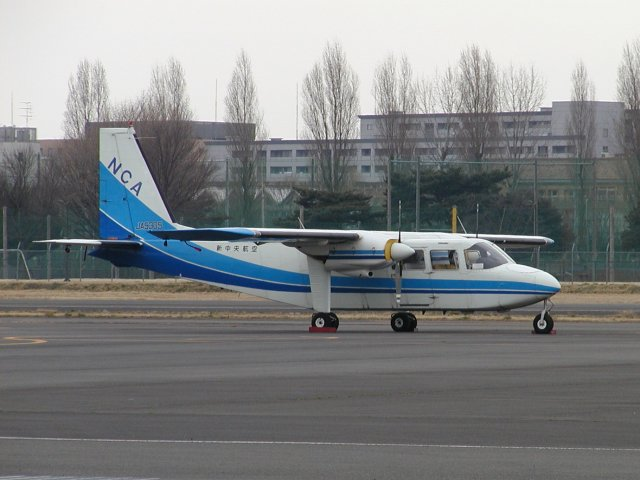
ブリテン・ノーマン アイランダー

### 現在保有の機材（定期運航便）
- ドルニエ 228（Do228） - 1機  現在日本国内で運航されている唯一のドルニエ社製旅客機。
- ドルニエ 228NG（Do228NG、RUAG製造） - 4機  ドイツのRUAGエアロスペースが製造する新型機材。新中央航空は同型機のローンチカスタマーである。

### 現在保有の機材（その他）
- セスナ 172P - 3機

### 過去に保有していた機材
- ブリテン・ノーマン アイランダー（1972年 - 2011年3月31日、1994年までは新潟 - 佐渡線で使用、2006年以降は予備機）
- ノーマッド N.24A（1987年 - 1995年、長崎航空から移籍）
- セスナ TU206C
- セスナ A150K
- セスナ 152
- 富士 FA-200-160

このうちノーマッド以外の機種は機体に「NCA」という表記があるが、英語社名の「New Central Air」に由来したものであり、ICAOの航空会社コードは「ChUo air K.K.」に由来するCUKである。「NCA」という3レターコードを持つのは日本貨物航空である。

## サービス
- サーフボードや釣り竿の手荷物預かりを提供している（有償。事前問い合わせが必要）[4]。
- 2015年11月15日より、インターネット予約およびクレジットカード等の事前決済が可能となった[5]。それまでは旅行会社もしくは電話、空港カウンターでの予約購入のみであった。
- 客室乗務員は乗務していない。
- 定期便に使用される機材は小型であるため、重量バランスを考慮して座席が決定されるので予約時の座席指定はできない。ただし、複数人によるグループ（家族など）で搭乗する場合、ある程度近い席に搭乗できる場合が多い。

## 事故
- 富山県立山町セスナ172P墜落事故

2017年6月3日、富山空港から松本空港へ飛行していたセスナ172P（機体記号：JA3989）が、富山県立山町の獅子岳南東斜面に墜落した。当時は濃霧が発生しており、搭乗の4人全員が死亡した。
航空機使用事業の訓練飛行中の事故であった。機長は操縦教育証明を有し、特定操縦技能審査員も務めていた。また、セスナ172Pモデルで写真撮影のための飛行や遊覧飛行を担当し、運航課長を兼任していた。
雲中飛行になった原因は、操縦士達による事前の山岳地帯の気象予測が不十分だったためとされている。